# Мегура (Караш-Северін)
Мегура (рум. Măgura) — село у повіті Караш-Северін в Румунії. Входить до складу комуни Зевой.
Село розташоване на відстані 312 км на північний захід від Бухареста, 46 км на північний схід від Решиці, 96 км на схід від Тімішоари.

## Населення
За даними перепису населення 2002 року у селі проживали 550 осіб, з них 547 осіб (99,5%) румунів. Рідною мовою 548 осіб (99,6%) назвали румунську.